# Punschrau
Punschrau ist ein Ortsteil von Bad Kösen, einem Stadtteil von Naumburg (Saale) im Burgenlandkreis in Sachsen-Anhalt.

## Lage
Punschrau liegt in einem größeren Ackerbaugebiet nordwestlich der Stadt Bad Kösen. Die Kreisstraße 2236 erschließt das größere Ackerbaugebiet verkehrsmäßig und verbindet mit der Bundesstraße 87. 

## Geschichte
Am 30. April 1291 wurde das Dorf erstmals urkundlich genannt. Der Ort gehörte zum Besitz der Schenken von Saaleck aus dem Haus der Schenken von Vargula. 1344 veräußerten sie Punschrau mit der Burg Saaleck an die Naumburger Bischöfe, welche aus dem zur Burg gehörigen Gebiet das Amt Saaleck bildeten. Dieses kam im Jahr 1544 an das zum Hochstift Naumburg gehörige Amt Naumburg und mit diesem im Jahr 1564 an das Kurfürstentum Sachsen.
Punschrau gehörte als Exklave des Amts Naumburg zwischen 1656/57 und 1718 zum kursächsischen Sekundogenitur-Fürstentum Sachsen-Zeitz, danach zum Kurfürstentum Sachsen und ab 1806 zum Königreich Sachsen. Nach dem Beschluss des Wiener Kongresses im Jahr 1815 wurde der Ort an das Königreich Preußen abgetreten und dem 1818 neu gebildeten Kreis Naumburg im Regierungsbezirk Merseburg der Provinz Sachsen zugeteilt.
Von 1802 bis 1833 wurde der Ort fünfmal von größeren Bränden heimgesucht. Infolge der Koalitionskriege kam es außerdem mehrfach zu Plünderungen.
Am 1. Juli 1950 wurde die bis dahin eigenständige Gemeinde Punschrau nach Möllern eingemeindet. Am 1. Januar 1959 wurde sie nach Hassenhausen umgegliedert. Als Teil dieses Ortes kam sie am 1. Juli 1992 zu Bad Kösen. Seit dem 1. Januar 2010 gehört Punschrau zu Naumburg.
Im Ortsteil wohnten 2012 insgesamt 177 Personen. 
In den Jahren 1943 und 1944, möglicherweise auch länger, befand sich hier die Segelflugübungsstelle mit Schwerpunktfesselung (Modell SG-38).

## Besonderheit

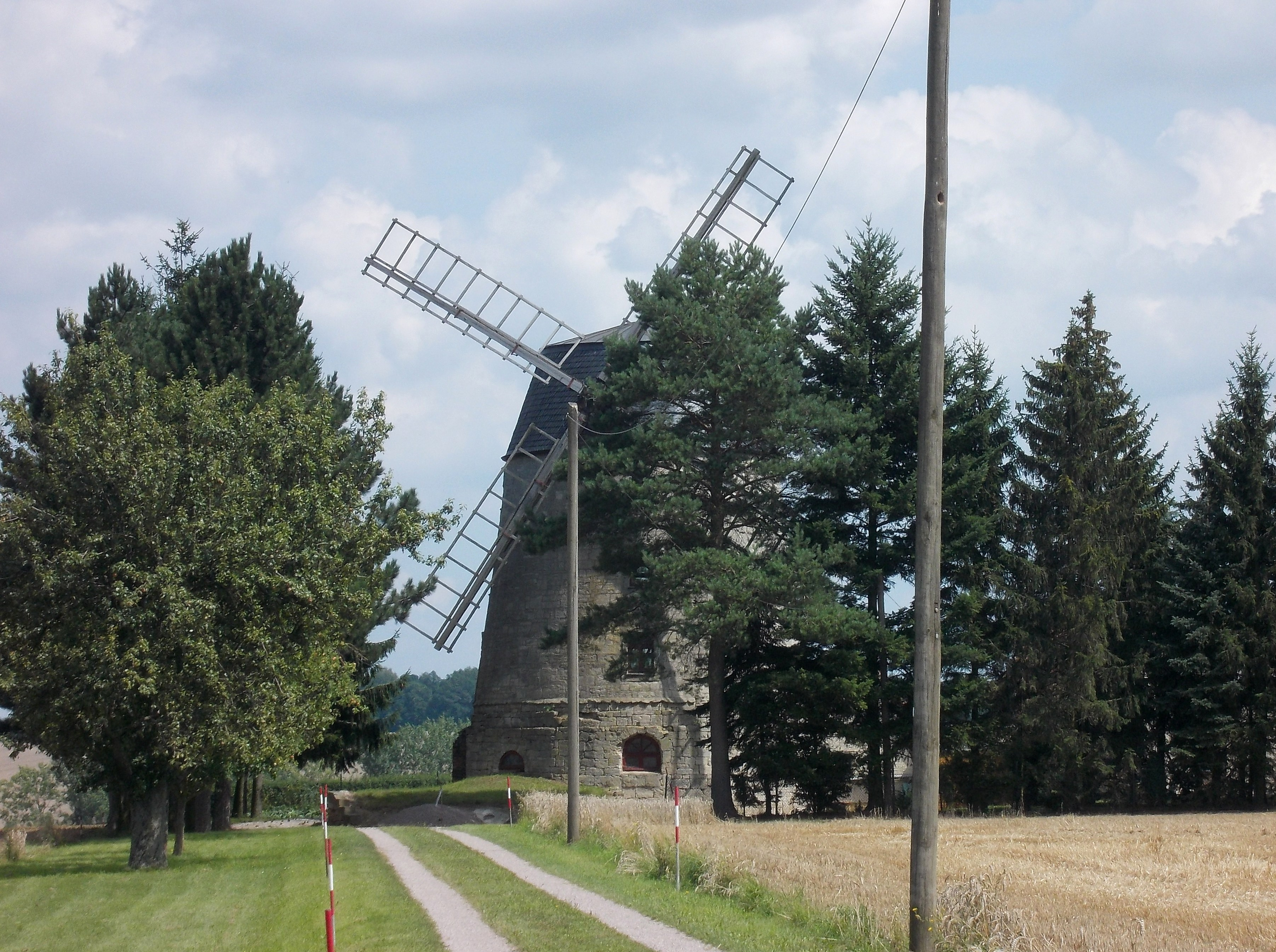
Windmühle Punschrau

In der Gemarkung in Richtung Hohndorf steht eine restaurierte Turmholländermühle, welche zu Wohnzwecken ausgebaut wurde.